# Сардис (језеро)
Сардис (језеро) (енгл. Sardis Lake) је вештачко језеро у Сједињеним Америчким Државама. Налази се на територији америчке савезне државе Мисисипи. Површина језера износи 132 km².